# فلورویدومتان
فلورویدومتان (به انگلیسی: Fluoroiodomethane) با فرمول شیمیایی CH۲FI یک ترکیب شیمیایی است. که جرم مولی آن ۱۵۹٫۹۳ g/mol می‌باشد. 